# Bajan
O bajan (pronunciado /ˈbeɪdʒən/) é uma língua crioula baseada no inglês falada na ilha caribenha de Barbados. Geralmente, em Barbados, fala-se o inglês padrão na TV e no rádio, nos tribunais, nos órgãos de governo e nos negócios do dia-a-dia, enquanto o  bajan é reservado para situações menos formais, na música ou na fala social.
Como muitas outras línguas crioulas do Caribe com base no inglês, o bajan consiste em um substrato derivado de línguas do oeste africano e um superestrato do inglês. O bajan é, em certa medida, semelhante às línguas crioulas das ilhas caribenhas vizinhas. Assim como muitas das outras línguas crioulas caribenhas, a exemplo do patoá jamaicano, o bajan tem, teoricamente, um superestrato originário do hiberno-inglês ou inglês escocês, uma variante da língua inglesa.

## Características
O bajan é o crioulo do Caribe. Sua gramática se assemelha à do inglês padrão. Há um debate acadêmico sobre se suas características crioulas são devidas a um estado anterior de pidgin ou a algum outro motivo, como o contato com línguas crioulas vizinhas baseadas em inglês. Em um modelo histórico, o bajan surgiu quando escravos africanos oriundos da África Ocidental foram transportados à força para a ilha, escravizados e forçados a falar inglês, que aprenderam imperfeitamente. Mais tarde, o bajan tornou-se meio de comunicação  entre os escravos, já que nem sempre era compreendido pelos senhores.